# Дува
Дува (*д/н —1307) — у 1274–1282 роках володар Трансоксіани, у 1282–1307 роках правитель (хан) усього Чагатайського улусу. Вів численні війни із сусідніми державами.

## Життєпис

### Володар Трансоксіани
Походив з династії Чингізидів. Син Барак-хана, володаря Чагатайського улуса. Після смерті Барака у 1271 році в улусі розпочав розгардіяш та боротьба між чагатаїдами. Сам Дува боровся зі своїми братами, що призвело до спустошення значних земель Семиріччя. З 1274 року Дува зумів затвердитися у частині Чагатайського улуса — Трансоксіані. Тоді ж стає союзником хана Хайду. У 1275 році брав в поході останнього проти уйгурів. Згодом виступив проти фортеці Гаочан, але не зумів її захопити. Натомість отримав викуп від господаря Гаочана. У 1276 році підтримав повстання в Тибеті проти Хубілая. У 1277 році підкорив важливе місто Бешбалик (сучасне м. Джимасар). Після цього підкорив майже усю територію Джунгарії. У 1278 році здійснив похід проти династії Юань.

### Володар Чагатайського улуса
У 1282 році за сприяння Хайду затвердився на усій частині Чагатайського улусу. У 1287 році разом з Хайду воював проти Хубілая з династії Юань. У 1292 році за наказом дуви монголи вдерлися до Пенджабу, але не досягли помітного успіху. У 1295 році за наказом Хайду виступив проти держави Іль-ханів, спустошивши Хорасан та Мазандеран, але спроба захопити Герат виявилася невдалою.
У 1297 році рушив з походом проти Делійського султанату, пограбувавши Пенджаб. Втім зрештою зазнав поразки від султана Алаудіна Хільджи. У 1298 році проти нього виступив Кургюз, сина Оладжейту-Темура, який Дува переміг та полонив. Втім незабаром неподалік Турфана зазнав поразки від нойона Ананда. Того ж року призначив Кутлук-ходжу головою моголів—кара-юнесів в частині Хорасана. У 1299–1300 роках спрямував військо на чолі із Кутлук-ходжою на Делі, який було взято в облогу. У 1301 році разом з Хайду переміг Оладжейту-Темура, який вимушений був залишити Каракорум. Після раптової смерті Хайду, Дува замість Уруса, якого бачив Хайду як спадкоємця, поставив Чапара. Того ж року разом із Чапаром діяв проти військ династії Юань в області Хангайських гір.
У 1303 році Тургай взяв в облогу Делі. Того ж року визнав формальну залежність від династії Юань. У 1304 році здійснив чергову спробу підкорити північну Індію. У 1305 році завдав поразки Чапару, хану Угедейського улуса, який визнав зверхність Дуви. 
У 1305–1306 роках здійснив похід проти м.Мултан. У цей період активно боровся проти хана Чапара, який намагався в союзі з Ільханами розділити Чагатайський улус. Зрештою Дува відновив свою владу над усім улусом завдяки підтримки війська династії Юань, владу якої визнав у 1306 році. У 1307 році Дува стратив Чапара, розділивши його володіння між Янгічаром, сином Хайду, та Тюме, онуком Гуюк-хана. Помер у 1307 році після паралича. Незабаром після цього Чагатайський улус поринув у чвари.